# Clara López
Clara Eugenia López Obregón (Bogotá, 12 de abril de 1950) é uma economista, advogada e líder política colombiana. Foi Secretária de Governo da Prefeitura de Bogotá (2008-2010), foi vice-presidente da fórmula do candidato Gustavo Petro nas eleições de 2010 e, em 8 de junho de 2011, o Presidente da República Juan Manuel Santos, Ele a elegeu prefeita responsável por Bogotá, a partir da lista restrita que lhe foi dada pelo Pólo Democrático Alternativo, partido do qual ela renunciou em abril de 2017. Em 9 de novembro de 2012, ela foi escolhida como candidata presidencial pelo Pólo Democrático Alternativo para as eleições presidenciais de 2014, nas quais obteve 1.958.414 votos e ficou em quarto lugar. Nas eleições municipais de 2015, foi candidata a prefeito de Bogotá representando o Polo Democrático, a União Patriótica e o Movimento Indígena e Social Alternativo (MAIS). Em 25 de abril, foi nomeada pelo presidente Juan Manuel Santos como Ministra do Trabalho. 
Além disso, no campo acadêmico, foi professora na Universidad del Rosario e na Universidad de los Andes.

## Biografia
Clara López nasceu em 12 de abril de 1950 em Bogotá. Ela é filha de Álvaro López Holguín e Cecilia Obregón Rocha.

### Estudos
Ela estudou Economia na Harvard University (1972), Direito na Universidad de los Andes (2006) e é candidata ao Doutorado em Direito Tributário e Financeiro pela University of Salamanca (2002).

### O início
Depois de começar politicamente como líder estudantil em Harvard, em oposição à Guerra do Vietnã, voltou à Colômbia e trabalhou na Secretaria de Economia da Presidência da República durante o mandato de seu tio Alfonso López Michelsen (1974-1978), do Partido Liberal colombiano.  Ela esteve ligada ao Novo Liberalismo de Luis Carlos Galán, sendo eleita vereadora e presidente do conselho distrital, e posteriormente Controladora de Bogotá. Em 1986 voltou à militância esquerdista ingressando na União Patriótica e apoiando a candidatura presidencial de Jaime Pardo Leal; em 1988 ele representaria a União Patriótica na corrida para Prefeito de Bogotá.
Dedicou-se à academia e ao apoio à atividade do marido Carlos Romero como conselheiro, até que em 2002 foi nomeada Auditora Geral da Colômbia; três anos depois, ele encerrou suas funções. Em junho de 2005 denunciou perante a Corte Suprema de Justiça da Colômbia a possível infiltração de organizações armadas ilegais de extrema direita no Estado colombiano, depois que Salvatore Mancuso, ex-chefe das Autodefesas Unidas da Colômbia, afirmou que pelo menos 35% dos os congressistas eram seus amigos. A denúncia de Clara foi a que deu início ao processo investigativo que o tribunal superior avançaria e que resultaria em um processo judicial que desencadeou um escândalo político na Colômbia e é conhecido como Parapolítico.

### Volta para a vida política
Depois disso, voltou à política ativa, agora no Pólo Democrático Alternativo (PDA), partido pelo qual aspirava à Câmara dos Deputados em 2006, perdendo assento por pouco mais de 100 votos. Depois de aspirar brevemente à indicação de seu partido para prefeito de Bogotá, ela recusou a candidatura e se tornou uma das conselheiras mais próximas de Samuel Moreno Rojas, consagrado porta-estandarte do PDA para as eleições de outubro de 2007. em que é bem-sucedido. A nova prefeita nomeou sua secretária do governo da cidade; Para assumir o cargo, seu marido Carlos Romero teve que renunciar ao cargo no Conselho de Bogotá, onde foi reeleito. López, como secretário de governo, denunciou o caso de jovens dos setores populares de Bogotá e Soacha que foram vítimas de desaparecimento forçado com a finalidade de homicídio, que a imprensa chamou de falsos positivos. Foi o caso de 19 jovens desaparecidos e internados pelo exército na medicina legal na cidade de Ocaña, Norte de Santander, como NN mortos em combate. Essa denúncia revelou uma das degradações mais graves do conflito armado colombiano, que culminou na demissão de 27 oficiais do Exército por seu envolvimento neste caso, o que levou à descoberta de mais de 3.000 vítimas semelhantes. López serviu como Secretário de Governo Distrital até 10 de março de 2010, data em que foi escolhido como fórmula vice-presidencial de Gustavo Petro para as eleições presidenciais de 2010, nas quais alcançaram mais de um milhão e trezentos mil votos, mas não foram eleitos. 
Sendo Candidata à Vice-Presidência da República, e após a renúncia de Jaime Dussán Calderón à presidência do Pólo Democrático, a Comissão Executiva do partido a proclamou por unanimidade como a nova presidente da comunidade. Ele assumiu o cargo em abril de 2010, em junho de 2011 renunciou temporariamente à presidência do partido para assumir a Prefeitura de Bogotá, reassumiu seu cargo no PDA em 25 de janeiro de 2012.

## Prefeita de Bogotá D.C

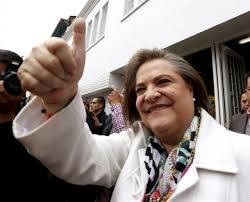
Clara Lopez durante sua prefeitura

Em 8 de junho de 2011, foi nomeada pelo Presidente Juan Manuel Santos como prefeita responsável por Bogotá, 6 para substituir o prefeito suspenso Samuel Moreno Rojas por sua atuação na contratação do Carrossel. Para tomar posse, López renunciou temporariamente à presidência de seu partido. A previsão era de que ela ocupasse o cargo de prefeita por três meses, já que esse era o período de suspensão inicialmente ordenado pela Procuradoria-Geral da República, porém com a prorrogação da suspensão de Moreno por mais três meses, 7 o período do governo de López, que serviu como prefeito até 1º de janeiro de 2012. 
Entre as conquistas de seu breve período à frente da Prefeitura de Bogotá está o plano decenal de água que pela primeira vez concedeu gratuitamente o mínimo vital de líquido às famílias mais pobres da capital, o subsídio para transporte público para pessoas com deficiência e seus cuidadores e a edição de um decreto de participação incidente do cidadão na elaboração de planos e programas da prefeitura. 
Em seu discurso de posse como perfeita da cidade, López afirmou que durante sua gestão não seria permitida a alienação do patrimônio de cidadãos de Bogotá e que, nesse sentido, não apoiaria a privatização da Empresa de Telecomunicações de Bogotá ETB, ou qualquer outra de bens distritais. Da mesma forma, prometeu transparência na assinatura de contratos e licitações, para que os cidadãos de Bogotá recuperassem a confiança nos governantes distritais. De acordo com a pesquisa Gallup, apesar de ter assumido o cargo com a menor favorabilidade, Ao sair, atingiu 76% de aprovação, a maior já registrada por um prefeito.

## Ministério do Trabalho
Clara López foi nomeada Ministra do Trabalho em 25 de abril de 2016 pelo Presidente da República Juan Manuel Santos, em substituição ao ex-prefeito de Bogotá Luis Eduardo Garzón, isso em decorrência de uma série de mudanças ministeriais que visam preparar o Estado Colombiano diante de um possível pós-conflito no país. 
Em 5 de maio de 2017, Clara López apresentou sua renúncia ao Presidente Juan Manuel Santos para participar das eleições presidenciais de 2018. O primeiro presidente aceitou sua renúncia e nomeou Griselda Restrepo, que atuou como Superintendente de Abono Família no cargo.

## Família
Clara é paternalmente membro da família López, Holguín e Arboledas, e da linha materna do artista Alejandro Obregón. 
Seu pai, Álvaro López Holguín, era sobrinho do ex-presidente Alfonso López Pumarejo. Portanto, Clara é bisneta do banqueiro Pedro A. López, trisneta de Ambrosio López e prima em segundo grau de Alfonso López Michelsen. Da mesma forma, Álvaro era neto dos ex-presidentes Jorge Holguín e Cecilia Arboleda, sobrinho-neto do também ex-presidente Carlos Holguín e neto materno do também ex-presidente Julio Arboleda. 
Sua mãe, Cecilia Obregón, era prima do artista Alejandro Obregón. 
Clara López casou-se pela primeira vez com o canadense Jacques Courtois Miller. Depois de divorciada, ela casaria novamente com seu atual marido Carlos Romero, um líder esquerdista reconhecido que serviu como conselheiro de Bogotá.